# 베네수엘라 연합사회당
베네수엘라 통일사회당(스페인어: Partido Socialista Unido de Venezuela 파르티도 소셜리스타 우니도 데 베네수엘라[*], PSUV)은 우고 차베스가 창당한 베네수엘라의 좌익, 사회주의 정당이다. 우고 차베스 집권 이후인 1999년부터 지금까지의 사회 개혁 과정인 볼리바르 혁명에서 중요한 역할을 지닌 정당이다.

## 역대 선거 결과

### 총선
| 년도 | 의석 수   | 득표수    | 득표율 |
| ---- | --------- | --------- | ------ |
| 2010 | 96 / 165  | 5,451,419 | 48.26% |
| 2015 | 55 / 167  | 5,599,025 | 40.92% |
| 2020 | 253 / 277 | 4,317,819 | 69.32% |

### 대통령 선거
| 선거명                        | 후보            | 득표수    | 득표율 | 당락 |
| ----------------------------- | --------------- | --------- | ------ | ---- |
| 2012년 베네수엘라 대통령 선거 | 우고 차베스     | 8,191,132 | 55.07% | 당선 |
| 2013년 베네수엘라 대통령 선거 | 니콜라스 마두로 | 7,587,579 | 50.61% | 당선 |
| 2018년 베네수엘라 대통령 선거 | 니콜라스 마두로 | 6,244,016 | 67.84% | 당선 |

## 같이 보기
- 우고 차베스
- 더글라스 브라보
- 베네수엘라
- 시몬 볼리바르
- 베네수엘라의 정당